# Král Madagaskaru

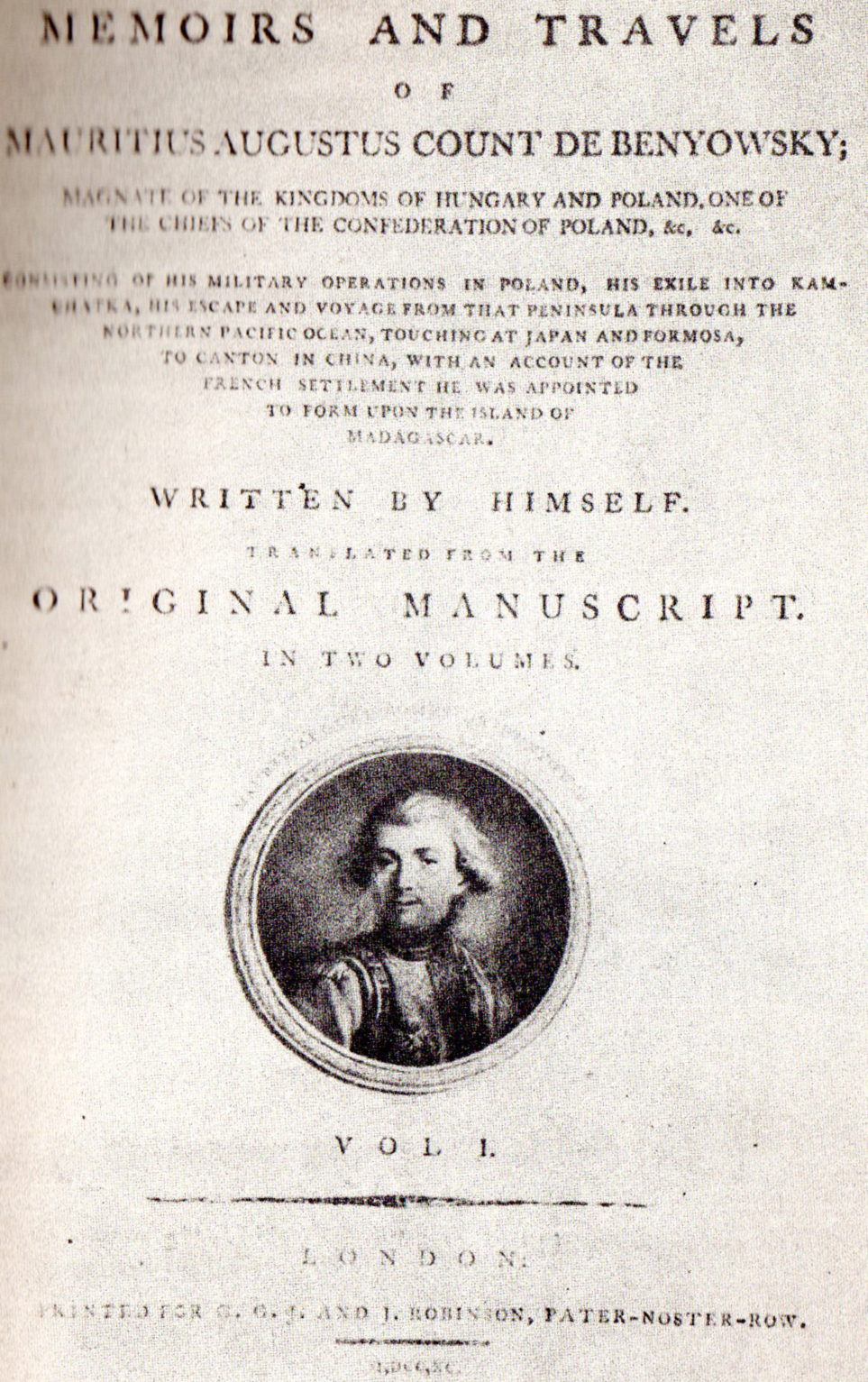
Titulní list Beňovského pamětí z roku 1790.

Král Madagaskaru (1967) je dobrodružný historický román pro mládež o životě zchudlého slovenského šlechtice, dobrodruha a cestovatele Mórice Beňovského, který žil v letech 1746–1786. Knihu na základě Beňovského deníků napsal Desider Galský, československý spisovatel a publicista židovského původu pocházející ze Slovenska. Moric Beňovský má v knize počeštěné jméno Mořic.

## Obsah románu
Román je napsán téměř dokumentární formou a sleduje život Mořice Beňovského od okamžiku, kdy se stal roku 1768 jedním z vůdců protiruského povstání polských šlechticů. Z jeho dřívějšího života se dozvíme, že sloužil v rakouské armádě a že byl chamtivými příbuznými připraven o svůj majetek.
Polské povstání nebylo úspěšné, Beňovský byl zajat a nejprve internován v Kazani. Roku 1770 byl pak poslán do vyhnanství na Kamčatku do osady Bolšereck, odkud se mu podařilo s dalšími vězni uprchnout na starém škuneru Svatý Petr a Pavel. Nejprve se uprchlíci plavili do severní části Tichého oceánu kolem Beringova ostrova, protože se domnívali, že se tak rychleji dostanou do Evropy, pak však museli škuner obrátit na jih. Dostali se do Japonska, pak na ostrov Formosa (Tchaj-wan) a nakonec do Macaa. Odtud se část z nich rozhodla na francouzských korvetách Dauphin a Laverdi přepravit se do Francie. Při plavbě Indickým oceánem po návštěvě ostrova Île de France (Mauricius) a při cestě kolem Madagaskaru došel Beňovský k názoru, že Francouzi jsou špatní kolonizátoři a rozhodl se nabídnout své služby králi Ludvíkovi XV.
Do Francie dorazil Beňovský roku 1772 a zapůsobil na krále tak, že ho pověřil vedením expedice na Madagaskar. Ta byla velmi úspěšná. Roku 1774 založil Beňovský na ostrově osadu Louisbourg, zasypával zde močály a stavěl cesty. V roce 1776 pak místní kmenoví náčelníci zvolili Beňovského za ampansakabého (tj. krále) Madagaskaru. Beňovského činnost však vyvolala závist a nepřátelství jiných koloniálních úředníků, kteří kolonie využívali pro své obohacení. Beňovský se proto rozhodl vystoupit ze služeb krále a s francouzskými úřady jednat jako rovný s rovným na základě pověření madagaskarského lidu. Rozhodl se odjet zpět do Evropy, aby tam přesvědčil některou vládu o možnostech oboustranně výhodného obchodu a aby získal vzdělané lidi, kteří by pomohli při civilizačním díle na Madagaskaru.
V Evropě Beňovský příliš úspěšný nebyl. Roku 1777 ho sice král Ludvík XVI. povýšil na generála, udělil mu řád Svatého Ludvíka a malou doživotní penzi pro vysloužilce, ale o nové expedici na Madagaskar nechtěl ani slyšet. Marie Terezie mu udělila dědičný titul hraběte a vrátila mu větší část panství ve Vrbovém v Nitranské župě a ve Viesce v Trenčínské župě, ale o s expedicí na Madagaskar císařský dvůr rovněž odmítl uvažovat. Po mnohých dobrodružstvích (bojoval v Prusku ve Válce o bavorské dědictví a také v Americké válce za nezávislost) když se svými záměry neuspěl ve Francii, v Rakousku a ani v USA, obrátil se roku 1783 na Velkou Británii. V Anglii se seznámil s Magellanovým potomkem Johnem Hyacinthem de Magellanem, kterému odevzdal své francouzsky napsané paměti (vyšly poprvé v anglickém překladu roku 1790).
V roce 1785 dorazil na Beňovský podruhé na Madagaskar, tentokrát jako zástupce Britské koruny. Vyhnal z ostrova francouzské otrokáře, což vyvolalo na Île de France velkou nelibost a na Madagaskar byla roku 1786 vyslána fregata La Louise s trestnou výpravou. Beňovský mezitím na ostrově začal budovat hlavní město své plánované „říše“ – Mauritanii a plánoval proměnit ostrov ve kvetoucí zahradu. Vojáci z La Louise však podnikli na Mauritanii překvapivý útok a Beňovský zemřel v boji.